# Maurice Canton
Maurice Canton is een Nederlandse handbalcoach. Hij was als coach onder andere actief bij Sittardia, Volendam, Limburg Lions, Tongeren en BFC.

## Biografie
Canton handbalde zelf acht jaar bij Sittardia, hij stopte op zijn achttiende. In 1989 begon Canton aan een trainerscarrière: 3 jaar SVM, 3 jaar het tweede team en de A-jeugd van Blauw-Wit. In 1992 werd hij ontdekt door Guus Cantelberg bij Blauw-Wit. Vervolgens trainde hij enkele jaren diezelfde teams van Sittardia. Vanaf 2001 leidde hij de hoofdmacht van BFC. Hij stopt in 2002 bij BFC in verband met gezondheidsredenen. Daarna kreeg hij de leiding over de nationale Talents en keerde hij uiteindelijk terug bij Sittardia, waarbij hij samen met Jörg Bohrmann (trainer/speler) Sittardia ging coachen. In 2006 verliet Bohrmann Sittardia om financiële redenen. Canton nam het volledige trainer- en coachschap over. In het seizoen 2006-2007 weet Canton met Sittardia in de finale te komen van het landskampioenschap, maar verloor de finale van Volendam. In 2007 stopte Maurice Canton na een seizoen als hoofdtrainer bij Sittardia, waar hij werd opgevolgd door de net gestopte Lambert Schuurs. Hij ging toen aan de slag bij Volendam, waar hij, na onder andere het behalen van de landstitel, in 2009 stopt als hoofdcoach. Hierna focuste hij zich op het tweede team van Limburg Lions en als assistent-trainer onder Gabrie Rietbroek, die het eerste team van Limburg Lions coachte. Toen Gabrie Rietbroek in 2013 stopte als coach, gaat Maurice Canton verder als hoofdtrainer van het eerste team van Limburg Lions samen met Lambert Schuurs als zijn assistent. In 2014 werd bekend dat Canton niet als ideale coach werd gezien door het team, daarom stopte Canton als hoofdtrainer en werd technisch manager van Limburg Lions. Vanaf maart 2014 werd Lambert Schuurs hoofdtrainer van het eerste team van Limburg Lions. Schuurs werd vervolgens na het einde van het seizoen opgevolgd door Monique Tijsterman.
In 2016 ging Canton Tongeren trainen, in een poging om Tongeren het kampioenschap te bezorgen. Dit liep niet zoals gehoopt en in 2017 werd Canton per direct bij Tongeren ontslagen. Op 1 februari 2019 werd bekend dat Canton de nieuwe trainer en coach van BFC werd, hij volgde na drie jaar Nick Onink op. Na drie seizoenen stopte Canton als trainer van het eerste herenteam van BFC. Canton bleef wel verbonden aan BFC en de jeugdopleiding. 
1. Jordi Govaarts ·
2. Stef Schoonbrood ·
3. Dimi Keltjens ·
4. Stan Dohmen ·
6. Rik Elissen ·
7. Steffan Lemmens ·
8. Teun Lemmens ·
10. Jordi Cremers ·
11. Ryan Houben ·
12. Jeroen Croonen ·
14. Jur Eussen ·
15. Koen Vliegen ·
16. Dani Lemmens ·
19. Tim Vorstenbosch ·
20. Ivo Elissen ·
28. Martijn Meijer ·
32. Quillan Kuipers ·
Coach: Maurice Canton
· Assistent-coach: Martijn Meij
1. Freek Janssen ·
2. Stef Schoonbrood ·
3. Dimi Keltjens ·
4. Stan Dohmen ·
5.  Samy Abdelkader ·
6. Martijn Meijer  ·
7. Rik Elissen ·
8. Teun Lemmens ·
9. Martijn Simons ·
11. Joep Welzen ·
12. Jeroen Croonen ·
13. Steffan Lemmens ·
15. Koen Vliegen ·
16. Dani Lemmens ·
19. Tim Vorstenbosch ·
20. Ivo Elissen ·
22. Jordi Cremers ·
25. Quillan Kuipers ·
32. Jordi Govaarts  ·
Coach: Maurice Canton
· Assistent-coach: Martijn Meij
1. Freek Janssen ·
3. Dimi Keltjens ·
4. Stan Dohmen ·
6. Rik Welzen ·
7. Rik Elissen ·
8. Teun Lemmens ·
9. Aaron Clignet ·
10. Rowan Boers ·
11. Joep Welzen ·
12. Jeroen Croonen ·
13. Gian Schmitz ·
14. Frank Beaumont ·
15. Koen Vliegen ·
16. Dani Lemmens ·
18. Glenn Nijsten ·
19. Tim Vorstenbosch ·
20. Ivo Elissen ·
32. Jordi Govaarts ·
Coach: Maurice Canton
· Assistent-coach: Martijn Meij
2. Tim Mullens ·
3.  Marko Pejovic ·
4. Marco Vernooy ·
7. Alan van de Wall ·
10. Tim Krijntjes ·
12. Thijs van Leeuwen ·
13. Rudi Schenk ·
14. Serge Heijnen ·
15. Lino Janssen ·
18. Ivo Steins ·
19. Joris Baart ·
20. Joeri Verjans ·
21. Roel Adams ·
22. Luc Steins ·
23. Luuk Hoiting ·
24. Dylan Vossen ·
Coach: Maurice Canton Lambert Schuurs (interim)
· Assistent-coach: Lambert Schuurs Gerrit Stavast (interim)
2. Tim Mullens ·
3.  Marko Pejovic ·
4. Marco Vernooy ·
5. Roel Adams ·
6. Luc Steins ·
7. Alan van de Wall ·
8. Martijn Meijer ·
10. Tim Krijntjes ·
11.  Nikola Miricki ·
12. Thijs van Leeuwen ·
13. Rudi Schenk ·
14. Martijn Rietbroek ·
15. Lino Janssen ·
18. Ivo Steins ·
19. Joris Baart ·
20. Joeri Verjans ·
21. Dylan Vossen ·
22. Serge Heijnen ·
23. Luuk Hoiting ·
Coach: Gabrie Rietbroek
· Assistent-coach: Maurice Canton
2. Tim Mullens ·
3.  Marko Pejovic ·
4. Marco Vernooy ·
6. Juri Corvers ·
7. Alan van de Wall ·
8. Martijn Meijer ·
9. Tim Krijntjes ·
10. Jordi Cremers ·
11.  Nikola Miricki ·
12. Thijs van Leeuwen ·
13. Andreas Kittel ·
14. Joeri Verjans ·
15. Lino Janssen ·
17. Marco Timmers ·
18. Ivo Steins ·
20. Joeri Verjans ·
21. Robin Verjans ·
23. Luuk Hoiting ·
Coach: Gabrie Rietbroek
· Assistent-coach: Maurice Canton
1. Freek Janssen ·
2. Tim Krijntjes ·
3. Dylan Vossen ·
4. Lino Janssen ·
5. Stijn Hoefnagels ·
6. Mike van dongen ·
7. Joris Baart ·
8. Maurits van Buren ·
9. Wouter Leenen ·
10. Jordi Cremers ·
11. Ivo Steins ·
12. Niek Op de Kamp ·
13. Camiel Rodigas ·
15. Job Gilissen ·
17. Marco Timmers ·
18. Jarn van Gool ·
19. Yanninck Gerono ·
20. Teun Lemmens ·
23. Luuk Hoiting ·
Coach: Maurice Canton
1. Freek Janssen ·
2. Tim Krijntjes ·
3. Jeff Sipers ·
5. Lino Janssen ·
6.  Björn Marquardt ·
7. Alan van de Wall ·
8. Guido Aben ·
9. Ruud Scheepers ·
10. Jordi Cremers ·
11. Wouter Leenen ·
12. Mark Leckebusch ·
13. Camiel Rodigas ·
15. Job Gillissen ·
17. Marco Timmers ·
18. Maarten Kooijman ·
20. Teun Lemmens ·
Coach: Maurice Canton
3. Tol Herman ·
4.  Bastian Dörenkämper ·
6.  Felix Janssen ·
7. Marco Beers ·
8. Tom Schilder ·
10. Jasper Snijders ·
11. Bobby Schagen ·
12. Martijn Cappel ·
13. Nico Admiraal ·
14. Jan Bond ·
15. Dick Tuip ·
16. Boj Van Limbeek ·
17. Nills Van Limbeek ·
18. Barry Koenders ·
20. Simon Molenaar ·
21. Sven Hemmes ·
24. Nick Murhen ·
Coach: Maurice Canton
1. Jeroen Weber ·
4.  Bastian Dörenkämper ·
6.  Felix Janssen ·
7. Marco Beers ·
8. Tom Schilder ·
10. Jasper Snijders ·
11. Bobby Schagen ·
12. Martijn Cappel ·
14. Jan Bond ·
15. Dick Tuip ·
16. Boj Van Limbeek ·
17. Nills Van Limbeek ·
18. Baary Koenders ·
20. Simon Molenaar ·
24. Nick Murhen ·
Coach: Maurice Canton
1. Björn Alberts ·
2. Zef Hamers ·
3. Bart Braeken ·
4. Ralph Kerckhoffs ·
5. Pim Hoefnagels ·
8. Lambert Schuurs ·
9. Pierre Velraeds ·
10. Marcel van Mulken ·
11. Stefan Hooijmans ·
13. Jean Paul Stijnen ·
14. Andreas Kittel ·
17. Marco Timmers ·
21. Dennis Marquardt ·
22. Rudi Schenk ·
25. Mark Hulsbosch ·
Coach: Maurice Canton
1. Björn Alberts ·
2. Zef Hamers ·
4. Ralph Kerckhoffs ·
5. Roel Leenen ·
6. Eric Eussen ·
8. Mark Hulsbosch ·
9. Pierre Velraeds ·
10. Marcel van Mulken ·
11. Jorrit Gaal ·
12. Rudi Schenk ·
13. Jean Paul Stijnen ·
14. Marco Timmers ·
17. Dennis Marquardt ·
Coach:  Jörg Bohrmann & Maurice Canton
1. Björn Alberts ·
2.  Jörg Bohrmann ·
4. Ralph Kerckhoffs ·
6. Zef Hamers ·
8. Marco Timmers ·
9. Markus Berg ·
10. Marcel van Mulken ·
11. Jorrit Gaal ·
12. Rudi Schenk ·
13. Jean Paul Stijnen ·
14. Erwin Muytjens ·
15. Bart Braeken ·
17. Jork Schellings ·
18. Wim Verhagen ·
19. Rutger Mey ·
Coach:  Jörg Bohrmann & Maurice Canton
1. Bart Leenen ·
2. Tim Mullens ·
3. Richard Curfs ·
4. Ralph Kerckhoffs ·
5. Roel Leenen ·
6. Martijn Meij ·
8. Lambert Schuurs ·
10. Remko Sonnemans ·
11. Bart Voogels ·
12. Ruud Bogman ·
13. Mark Proosten ·
14. Roel Rothkrans ·
16. Ruud Bogman ·
17. Maik Onink ·
19. Roger Wintraecken ·
20. Guy Peters ·
22. Bart Eykenboom ·
Coach: Maurice Canton  Jan Majoor
· Assistent-coach: Edgar Kuypers
1. Dick Mastenbroek ·
2. Tim Mullens ·
3. Richard Curfs ·
4. Ralph Kerckhoffs ·
5. Steven Lichteveld ·
6. Barry Vereijssen ·
7.  Iwein Delanghe ·
8. Lambert Schuurs ·
9. Roger Wintraeken ·
12. Bart Eykenboom ·
14. Roel Rothkrans ·
17. Maik Onink ·
20. Guy Peters ·
Coach: Maurice Canton
· Assistent-coach: Paul Verjans
2. Martijn Kunnen ·
3. Benny Renkens ·
4. Harm Kicken ·
5. Remy Reijnders ·
6. Marcel van Mulken ·
8. Lambert Schuurs ·
9. Joost van de Zander ·
10. Guido Mevis ·
11. Lars Reijnders ·
12. Berry Rekmans ·
13. Zef Hamers ·
14. Jasper van Yperen ·
Coach: Maurice Canton
1. Theo Boers ·
2. Paul Verjans ·
4. Ralph Kerkhoffs ·
5. Leon Tummers ·
6. Serge van Heel ·
7. Raymond Steijvers ·
8. Swen Coonen ·
9. Niek Storken ·
10. Marcel Eurelings ·
11. Marcel Penners ·
12. Appie Bogers ·
13. Bart Hofmeyer ·
14. Maik Onink ·
15. Roel Goffin ·
16.  Abderajim Atmani ·
17. Patrick Veraart ·
Coach: Guus Cantelberg
· Assistent-coach: Maurice Canton